# Лінія Лайман-альфа
Лі́нія Ла́йман-а́льфа (англ. Lyman-alpha line, Ly-α) — спектральна лінія водню (або, в загальному випадку, водневоподібного атома) в серії Лаймана. Випромінюється, коли електрон в атомі переходить із рівня n = 2 в основний стан (n = 1), тут n — головне квантове число. Для атома водню довжина хвилі лінії становить 1215,67 ангстрема (121,567 нм або 1.21567×10−7 м), що відповідає частоті близько 2.47×1015 Гц, тобто лінія лежить в ультрафіолетовій ділянці спектра електромагнітного випромінювання.

## Тонка структура

Дублет Лайман-альфа.

Внаслідок спін-орбітальної взаємодії лінія Лайман-альфа розщеплюється в дублет тонкої структури з довжинами хвиль 1215,668 та 1215,674 ангстрема. Ці компоненти називають, відповідно, Ly-α3/2 та Ly-α1/2.
Власні стани збуреного гамільтоніана позначаються повним кутовим моментом {\displaystyle j} електрона, а не тільки орбітальним кутовим моментом {\displaystyle l}. При {\displaystyle n=2}, {\displaystyle l=1} можливі два стани з {\displaystyle j={\frac {1}{2}}} і {\displaystyle j={\frac {3}{2}}}, що призводить до утворення спектрального дублета. Стан {\displaystyle j={\frac {3}{2}}} має більшу енергію, тому він віддаленіший від основного стану {\displaystyle n=1}. Стан {\displaystyle j={\frac {3}{2}}} пов'язаний з лінією дублета, яка має меншу довжину хвилі.

## Спостереження
Оскільки випромінювання водню в лінії Лайман-альфа суттєво поглинається в повітрі, то спостереження лінії в лабораторії потребує застосування вакуумних спектроскопічних інструментів. З тієї ж причини для астрономічних спостережень лінії потрібно встановлювати інструменти на супутниках, крім випадків спостереження екстремально віддалених джерел, для яких, унаслідок космологічного червоного зміщення, лінія переходить у ділянку спектра, доступну для спостереження із Землі.
Лінію також вдалося спостерігати в антиводню. У межах експериментальної похибки виміряна частота дорівнює тій самій частоті для водню, що й прогнозує квантова електродинаміка.